# 비 내리는 고모령
〈비 내리는 고모령〉은 현인이 부른 한국의 트로트 곡이다.
현인과 함께 히트작을 많이 낸 유호와 박시춘 콤비의 작품이다. 유호의 필명인 호동아 작사, 박시춘 작곡의 〈비 내리는 고모령〉이라는 제목으로 1948년에 발표되었다.
노래의 배경은 대구 수성구 만촌동에 있는 고개인 고모령(顧母嶺)이다. 일제강점기에 이 곳이 징병이나 징용으로 멀리 떠나는 자식과 어머니가 이별하던 장소였다는 이야기를 듣고 이별의 사연을 담은 노래를 만들었다는 설을 비롯해 유래에 대해 여러 일화가 전한다. 발표 당시에는 이 지역이 경상북도 경산이었으며, 인근에는 경부선 철도역인 고모역이 있다.
가사는 "어머님의 손을 놓고 돌아설 때엔 부엉새도 울었다오 나도 울었소"라는 슬픈 내용으로 시작하여, 고모령에서 어머니와 헤어진 화자가 오랫동안 고향에 돌아가지 못하고 그리워하는 심정을 서정적으로 묘사하고 있다. 노래 속의 고모령은 한 맺힌 이별의 장소로 그려지며 "눈물 어린 인생고개"로 은유되기도 한다.
이 곡은 "어머니의 존재를 녹여 당시 대중들의 가슴을 울린 민중적인 노래였다는 해석"이 있다. 스스로를 "망향초 신세"라 자조하면서 비통하게 향수를 달래는 내용은 태평양 전쟁과 한국 전쟁으로 많은 사람들이 오랫동안 고향을 떠나거나 사랑하는 사람과 헤어져야 했던 격동기의 시대 상황과 잘 어우러졌고, 이후 오랫동안 애창되었다. 1969년에는 임권택 연출로 이 노래의 제목을 딴 동명의 멜로 영화가 제작되기도 했다.
한국방송의 성인가요 프로그램인 《가요무대》가 2005년에 방송 20돌을 맞아 이 프로그램을 통해 가장 많이 방송된 노래를 발표했을 때, 〈울고 넘는 박달재〉와 〈찔레꽃〉에 이어 전체 순위 3위를 차지하여 꾸준한 인기를 입증했다.
2001년에는 노래의 무대인 고모령에 노래비가 세워졌다. 앞면에는 노래의 가사가, 뒷면에는 이 노래가 "고향에 대한 그리움과 어머니를 향한 영원한 사모곡(思母曲)으로 널리 애창되기를 바란다"는 문구가 새겨져 있다.

## 같이 보기
- 고모역
- 비나리는 고모령 (영화)

## 참고자료
- 정근재 기자 (2004년 2월 9일). “［명작기행 .13］ 전통가요 '비 내리는 고모령'”. 영남일보. 2008년 3월 7일에 확인함.
- 장연희 기자 (2005년 11월 28일). “［194~50년대 어르신의 문화, '비내리는 고모령'을 찾아］ - 고모령에 담긴 애틋한 모정 '효'란 이름으로 지역민의 문화로 탈바꿈”. 영대신문. 2008년 3월 7일에 확인함.[깨진 링크(과거 내용 찾기)]
- 김상만 (2003년 4월 1일). “이별, 그리움 그리고 향수의 노래 "비내리는 고모령"” (PDF). 한국음악저작권협회보. 24~25면. 2008년 3월 7일에 확인함.[깨진 링크(과거 내용 찾기)]
- 이동순 (2006년 11월 11일). “이별과 눈물의 '고모역' 어디서 찾을까”. 오마이뉴스. 2008년 3월 8일에 확인함.